# 欧亨尼娅·特林基内蒂
玛丽亚·欧亨尼娅·特林基内蒂（西班牙語：María Eugenia Trinchinetti，1997年7月17日—），阿根廷女子曲棍球运动员，2019年泛美运动会女子金牌得主、2020年夏季奥林匹克运动会女子银牌得主、2023年泛美运动会女子金牌得主、2024年夏季奥林匹克运动会女子铜牌得主。